# Пьер II (граф Алансона)
Пьер II Алансонский (Пьер II Добрый) (фр. Pierre II d'Alençon; 1340 — 20 сентября 1404, Аржентан) — граф Алансонский (1361—1404), граф де Жуаньи, сеньор де Меркер и д’Аржентан, граф дю Перш (1377—1404). Французский военачальник.
Происходил из династии Валуа-Алансон. Третий сын Карла II (1297—1346), графа Алансона, Перша и Шартра (1325—1346), и Марии де Ла Серда (1310—1379), дочери Фернандо II де Ла Серда, герцога де Медина.

## Биография
В 1350 году Пьер д’Алансон был посвящён в рыцари. 26 июня 1359 года командовал второй баталией французской армии в сражении при Ножан-сюр-Сен, где была разбита английская армия под руководством Эсташа д’Абришекура. В 1360 году Пьер д’Алансон был одним из знатных заложников, отправленных в Англию для обеспечения выплаты французским королём Жаном II Добрым выкупа за своё освобождение из плена. В 1370 году вернулся во Францию.
В 1370 году сражался под командованием герцога Жана Беррийского в Лимузене и Аквитании. Участвовал в осаде и взятии Лиможа в 1370 году, Уссона, Мило и Марана — 1371 году.
Ещё в 1361 году граф Шарль III д’Алансон (1346—1361) отказался от власти и постригся в монахи. Пьер Добрый унаследовал графство Алансон.
В 1373 году граф Пьер Алансонский служил под командованием коннетабля Бертрана дю Гесклена в Бретани. Сражался при взятии Эннебона, где был ранен.
В 1377 году после смерти своего бездетного младшего брата Роберта д’Алансона (1344—1377), графа де Перша (1361—1377), Пьер Добрый присоединил к своим владениям графство Перш.
В 1388 году граф Пьер Алансонский участвовал в походе французского короля Карла VI Безумного против герцога Вильгельма I Гельдернского.
20 сентября 1404 года Пьер Добрый, граф Алансонский и Першский, скончался. Ему наследовал младший сын Жан I д’Алансон.

## Семья и дети
10 октября 1371 года женился на Марии де Шамайяр (умерла в 1425), виконтессе де Бомон-о-Мэн, дочери Гийома де Шамейяра, сеньора д’Антенез. Дети:
- Мария (1373—1417), жена с 1390 года Жана VII д’Аркура (1369—1452), графа д’Аркура и д’Омаля (1389—1452)
- Пьер (1374—1375)
- Жан (1375—1376)
- Мария (1377)
- Жанна (1378—1403)
- Екатерина (1380—1462), 1-й муж с 1411 года Пьер д’Эвре (1366—1412), инфант Наварры и граф де Мортен, 2-й муж с 1413 года Людвиг VII фон Виттельсбах (1365—1447), герцог Баварско-Ингольштадский (1413—1447)
- Маргарита (1386 — после 1400)
- Жан I д’Алансон (1385—1415), граф Алансон (1404—1414), граф Перш (1404—1415), 1-й герцог Алансонский (1414—1415)

Внебрачный сын: Пьер, бастард Алансонский